# Schefflera chinensis
Schefflera chinensis är en araliaväxtart som först beskrevs av Stephen Troyte Dunn, och fick sitt nu gällande namn av Hui Lin Li. Schefflera chinensis ingår i släktet Schefflera och familjen araliaväxter. Inga underarter finns listade.